# Labor Day (filme)
Labor Day (Brasil: Refém da Paixão / Portugal: Um Segredo do Passado) é um filme de drama romântico estadunidense de 2013 baseado no romance Labor Day (Fim de Verão, no Brasil) de Joyce Maynard. Roteirizado e dirigido por Jason Reitman, o filme é estrelado por Kate Winslet e Josh Brolin. O filme foi coproduzido pela Paramount Pictures e Indian Paintbrush, estreando no Festival de Cinema de Telluride em 29 de agosto de 2013, e teve uma apresentação especial no Festival de Toronto de 2013. O filme foi lançado nos Estados Unidos em 31 de janeiro de 2014.

## Sinopse
Situado em 1987 em Holton Mills, Nova Hampshire, durante o final do verão e às vésperas do Dia do Trabalho, o filme abre com a deprimida mãe solteira Adele, ex-dançarina divorciada há muito tempo, que sai para fazer compras de roupas com seu filho de 13 anos, Henry. Eles encontram um homem grande, temível que também acontece de estar sangrando muito. Ele pede uma carona, e contra todo o julgamento, eles dão-lhe uma ajuda. Como na cidade a busca policial está atrás do fugitivo, a mãe e o filho gradualmente aprender a sua verdadeira história e suas opções se tornam mais e mais limitadas.

## Elenco
- Kate Winslet como Adele Wheeler
- Josh Brolin como Frank Chambers
  - Tom Lipinski como jovem Frank Chambers
- Gattlin Griffith como Henry Wheeler
  - Tobey Maguire como Henry Wheeler/narrador
  - Dylan Minnette como Henry Wheeler, 16 anos
- Clark Gregg como Gerald
- Brooke Smith como Evelyn
- James Van Der Beek como oficial Treadwell
- J. K. Simmons como Mr. Jervis
- Maika Monroe como Mandy
- Alexie Gilmore como Marjorie
- Brighid Fleming como Eleanor
- Lucas Hedges como Richard
- Micah Fowler como Barry
- Elena Kampouris como jovem Rachel McCann

## Produção

### Desenvolvimento
Em setembro de 2009, foi anunciado que Reitman estava trabalhando em um roteiro, baseado no romance de Joyce Maynard.  Falando sobre a história, Reitman disse que "eu li e vi o filme na minha cabeça. Isso me desafiou da maneira que eu gostava. Era diferente de tudo o que eu já li". Ele também admitiu que era completamente diferente de seu trabalho anterior e disse que "trata de um drama muito complexo. E talvez eu não consiga acertá-lo neste filme, pode ser apenas o meu primeiro passo".  Reitman queria fazer o filme logo após o filme Up in the Air de 2009, mas devido aos conflitos de programação de Winslet, ele escolheu dirigir primeiro Young Adult.

### Elenco
Reitman tinha em mente Kate Winslet e Josh Brolin para os papéis principais. Em junho de 2011, foi revelado que Winslet e Brolin se juntaram ao elenco do filme. Ao escalar os atores, ele disse: "Eu sei quais atores eu quero. Poderei ir com eles facilmente" e que "[Winslet] torna essas personagens bonitas e sexuais. Eu não conheço outra atriz que faz isso. Não sei o que teria feito se ela dissesse não".
Em abril de 2012, foi anunciado que James Van Der Beek se juntou ao elenco do filme como policial e Gattlin Griffith como o jovem Henry Wheeler. Em junho de 2012, foi confirmado que Alexie Gilmore, Brighid Fleming, Lucas Hedges e Micah Fowler se juntaram ao elenco do filme. Mais tarde, Tobey Maguire completou o elenco e se juntou ao filme como adulto Henry Wheeler.

### Pré-produção

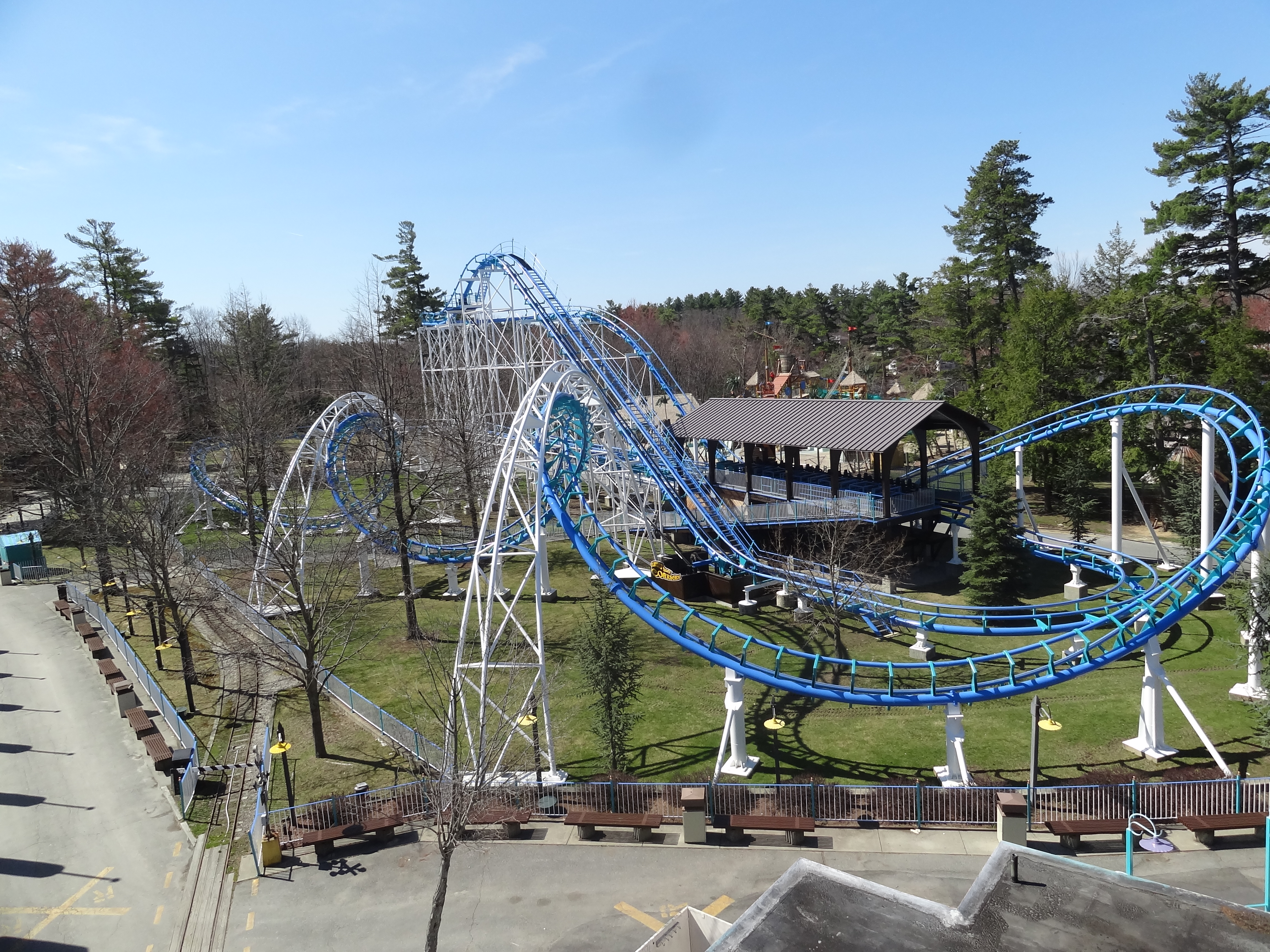
As filmagens ocorreram no Canobie Lake Park.

A produção começou para o filme em 5 de junho de 2012. Reitman e o diretor de arte do filme, Steve Saklad, revistaram várias casas em Massachusetts, já que a maior parte do filme se passa dentro da casa dos Wheelers. De acordo com Reitman, "Pesquisamos em todo o estado de Massachusetts por aquela casa. Meu gerente de localização nunca olhou para tantos locais em busca de um lugar. Por semanas, apenas dirigíamos pela rua, batendo nas portas das pessoas. A casa que encontramos era perfeito, mas era muito moderno. Steve trouxe de volta a 1987".

### Filmagem
A filmagem principal do filme começou em 13 de junho de 2012, em Massachusetts. Os locais de filmagem incluíam Belchertown (Massachusetts), Shelburne Falls, Ashland, Sutton, Mansfield, Natick, Medfield e Medway, Massachusetts. As filmagens se mudaram para Acton e as cenas foram filmadas na Piper Road e em uma casa localizada na área. O filme também foi filmado em Canobie Lake Park, em Salem, New Hampshire. As filmagens terminaram em 17 de agosto de 2012.

### Promoção
A primeira imagem de Winslet, Brolin e Griffith foi lançada em 23 de julho de 2013, juntamente com o anúncio da estreia mundial do filme no Festival Internacional de Cinema de Toronto de 2013. Após sua estréia no TIFF, o cartaz oficial do filme foi revelado em 20 de setembro de 2013. O primeiro trailer oficial do filme foi lançado em 31 de outubro de 2013, seguido de um segundo trailer lançado em novembro de 2013.
A Paramount fez uma parceria com o American Pie Council (APC) na promoção do filme, e a APC produziu materiais para promover o filme e o Dia Nacional da Torta (23 de janeiro, oito dias antes do lançamento geral do filme nos EUA).

## Música
A trilha sonora foi composta por Rolfe Kent, que anteriormente compôs músicas para outros filmes de Reitman Thank You for Smoking (2005), Up in the Air (2009) e Young Adult (2011). O álbum apresenta I'm Going Home de Arlo Guthrie e Here Before de Vashti Bunyan.Vashti Bunyan. Também contém partes de guitarra de Andrés Segovia e Shin-Ichi Fukuda. Falando sobre a música, Kent disse que "você sabe que é simples compor músicas alegres ou tristes, mas criar algo simples, mas sofisticado, que chama o ouvinte a ser curioso e, ainda assim, incerto e talvez um pouco nervoso, bem chamado para esquecer tudo o que sabia sobre composição e descobrir uma linguagem musical totalmente nova. Foi ao mesmo tempo incrivelmente estressante e profundamente gratificante ".
Daniel Schweiger, da Film Music Magazine's, elogiou a trilha sonora como "insights mais impactantes sobre a condição humana, embora completamente surpreendente com suas autorias cinematográficas e musicais". Kaya Savas, da Film Music Media, deu ao álbum quatro estrelas e meia em cinco e disse que "há beleza, tristeza e inquietação, todas abordadas com uma abordagem maravilhosamente calculada". 

### Lista da trilha sonora
| N.º | Título                                             | Música           | Duração |  |
| 1.  | "I'm Going Home"                                   | Arlo Guthrie     | 3:14    |  |
| 2.  | "A Stroll"                                         | Rolfe Kent       | 2:48    |  |
| 3.  | "Price Mart"                                       | Rolfe Kent       | 4:56    |  |
| 4.  | "Hunger For Human Touch"                           | Rolfe Kent       | 4:15    |  |
| 5.  | "Frank the HandyMan"                               | Rolfe Kent       | 2:24    |  |
| 6.  | "Eating Pie"                                       | Rolfe Kent       | 1:43    |  |
| 7.  | "Here Before"                                      | Vashti Bunyan    | 2:06    |  |
| 8.  | "Exercises in B Minor, Op. 35, No. 22: Allegretto" | Shin-Ichi Fukuda | 1:56    |  |
| 9.  | "Adele’s Miscarriages"                             | Rolfe Kent       | 4:42    |  |
| 10. | "Letter To Dad"                                    | Rolfe Kent       | 5:17    |  |
| 11. | "Frank Is Arrested"                                | Rolfe Kent       | 1:27    |  |
| 12. | "Henry Grows Up"                                   | Rolfe Kent       | 7:31    |  |
| 13. | "Romance de los Pinos"                             | Andrés Segovia   | 1:41    |  |

### Músicas
O álbum da trilha sonora apresenta três músicas. "Wings", de Birdy, e "Take Us Alive", de Other Lives foram apresentados nos trailers do filme.
| # | Canção/artista                                                         | Escritor                               | Duração |
| - | ---------------------------------------------------------------------- | -------------------------------------- | ------- |
| 1 | "I'm Going Home" de Arlo Guthrie                                       | Arlo Guthrie (para Alice's Restaurant) | 3:14    |
| 2 | "Here Before" de Vashti Bunyan                                         | Vashti Bunyan (para Lookaftering)      | 2:06    |
| 3 | "Exercises in B Minor, Op. 35, No. 22: Allegretto" de Shin-Ichi Fukuda |                                        | 2:55    |

## Lançamento
Labor Day teve um lançamento limitado em 27 de dezembro de 2013 durante uma semana de qualificação para prêmios e teve um amplo lançamento em 31 de janeiro de 2014, nos Estados Unidos.

### Mídia doméstica
O filme foi lançado em DVD + Blu-ray nos EUA em 29 de abril de 2014. Os recursos extras incluem cenas excluídas, um segmento de Labor Day "End of Summer: making-of" e comentários com Reitman, o diretor de fotografia Steelberg e primeiro assistente do diretor/co-produtor Jason Blumenfeld.

## Recepção

### Bilheteria
O filme arrecadou cerca de US$5,3 milhões nos três primeiros dias e ficou em sétimo no fim de semana de estréia, no ranking de bilheteria da Rentrak. O filme faturou US$13,4 milhões nos EUA e US$5,9 milhões no resto do mundo, resultando em um faturamento mundial de US$19,3 milhões.

### Resposta crítica
De acordo com o site de análise Rotten Tomatoes, o filme possui uma taxa de aprovação de 35% com base em 193 análises, com uma classificação média de 5,2/10. O consenso crítico do site afirma: "Kate Winslet e Josh Brolin são um casal inegavelmente atraente, mas eles não conseguem resgatar o Dia do Trabalho do melodrama pálido de sua trama extremamente desaconselhada". No Metacritic, o filme possui uma pontuação média de 52 em 100, com base em 43 críticas dos principais críticos, o que indica "críticas mistas ou médias".
O filme recebeu mistas com críticas positivas, enquanto o desempenho de Winslet foi elogiado. Todd McCarthy do The Hollywood Reporter, em sua revisão, disse que "o filme emite dores freqüentes de emoção e tensão, que lhe permitam prevalecer sobre ameaças dos clichês e inevitabilidades do formato da história. Há mais de uma instância quando eventos causará corações de muitos espectadores para saltar, como se costuma dizer, em suas gargantas, e o breve noticiário é tranquilo e gratificante". Peter Debruge da Variety afirmou que Labor Day transborda de tal cuidadosamente observados detalhes, todos eles um pouco elegante a sentir-se totalmente genuína, e ainda impossível de culpa "e que Winslet" comunicar fragilidade de Adele em questão de algumas cenas curtas". Lou Lumenick em sua resenha para o New York Post, comparou o filme com A Perfect World de Clint Eastwood.
Érico Borgo do Omelete disse que o filme lembra o clássico de Charles Dickens, Great Expectations.

## Premiações
| Accolades                                   | Accolades                                         | Accolades                               | Accolades | Accolades |
| Prêmio / Festival de Cinema                 | Categoria                                         | Destinatário (s)                        | Resultado |           |
| ------------------------------------------- | ------------------------------------------------- | --------------------------------------- | --------- | --------- |
| Prémios Globo de Ouro de 2014               | Melhor Atriz em Filme - Drama                     | Kate Winslet                            | Indicado  |           |
| Society of Camera Operators                 | Operadora de Câmera do Ano - Longa-Metragem       | P. Scott Sakamoto                       | Indicado  |           |
| Festival Internacional de Cinema de Chicago | Prêmio Escolha do Público                         | Jason Reitman                           | Indicado  |           |
| Golden Trailer Awards                       | Trailer Dourado - Melhor Romance                  | Paramount Pictures Acme Trailer Company | Indicado  |           |
| Hollywood Post Alliance                     | Excelente classificação de cores - Longa-metragem | Natasha Leonnet Modern VideoFilm        | Indicado  |           |